# Éphélide
 Mise en garde médicale

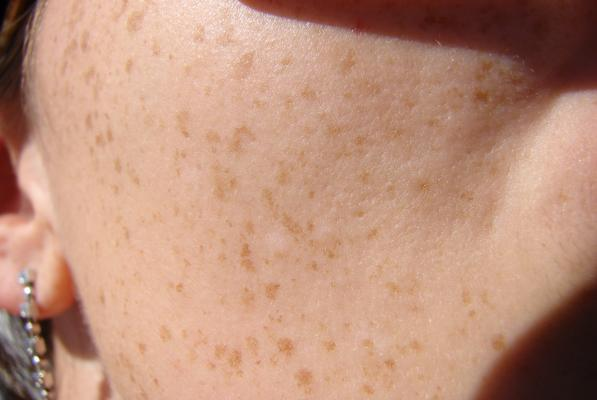
Taches de rousseur sur le visage d'un adulte.

Les éphélides, ou taches de rousseur, sont de petites macules pigmentées, photodistribuées, apparaissant dans l’enfance sous l’effet de l’exposition au soleil, plutôt chez les sujets de phototype clair, en particulier les roux et les blonds vénitiens.
Elles sont planes. Leur taille varie de 1  à   5 mm. Elles peuvent cependant former par coalescence des taches plus grandes. Elles sont de couleur brun clair ou ocre, mais cette pigmentation s'accentue avec le soleil, et au contraire s’éclaircit après l’exposition. Elles se localisent symétriquement et de façon profuse sur les zones exposées à la lumière — visage, dos des mains, décolleté, partie haute du dos, etc. — et respectent les muqueuses. 

Absentes à la naissance, elles apparaissent le plus souvent au cours des trois premières années de la vie et augmentent en nombre avec l’âge, puis ont tendance à disparaître. C'est généralement entre 5 et 15 ans qu'elles sont le plus évidentes.

Bien que leur apparition soit liée à l'ensoleillement, elles ont une origine génétique et se transmettent sur un mode autosomique dominant.
Les taches de rousseur ne constituent pas en elles-mêmes une anomalie ni une menace pour la santé et ne dégénèrent jamais en mélanome, mais leur présence est le signe d’un type de peau particulièrement sensible aux radiations solaires, et donc aux cancers cutanés.
Étymologiquement, le terme éphélide vient du grec ancien ἔφηλις / éphēlis qui signifie « tache de rousseur sur la peau », et dans lequel on reconnaît le préfixe « épi- » (ἐπί- / epí-, « à cause de », « à la suite de ») et le radical « héli- » (ἥλιος / hḗlios, « soleil »). Il peut donc s’interpréter comme un « effet du soleil ».

## Histologie
Histologiquement, on observe au niveau des éphélides une surcharge en pigment mélanique des mélanocytes de la couche basale, mais sans augmentation du nombre de mélanocytes ni présence de cellules næviques (mélanocytes de forme modifiée, se regroupant en thèques). Il n'y a pas de signes d'atypies cellulaires, les crêtes épidermiques ne sont pas allongées. Les mélanocytes sont simplement plus volumineux et hyperfonctionnels.

## Taches de rousseur et autres taches pigmentaires
Les éphélides peuvent se confondre avec d'autres lésions dermatologiques cliniquement proches :
- le lentigo est une macule en apparence très similaire à l'éphélide, quoique souvent plus foncé, ou parfois légèrement surélevé. Mais à la différence de l'éphélide, le lentigo maintient sa pigmentation stable au cours de l'année, malgré les variations de l’exposition solaire. Il apparait généralement plus tard au cours de la vie et ne disparait pas spontanément avec le vieillissement. Il peut toucher les muqueuses. Histologiquement, le lentigo se caractérise par un allongement des crêtes épidermiques et surtout une augmentation du nombre des mélanocytes normaux au niveau de la jonction dermo-épidermique[1] ;
- la tache café au lait est un type de tache plus grande qui n’apparaît qu’en nombre limité sur le corps (typiquement pas plus de trois ou quatre). Ce type de tache est un des signes cliniques de la neurofibromatose de type 1, tout comme les taches de rousseur au niveau des plis inguinaux et axillaires[2] ;
- le nævus jonctionnel est plus foncé, en nombre limité, et contient des cellules næviques à l'histologie.

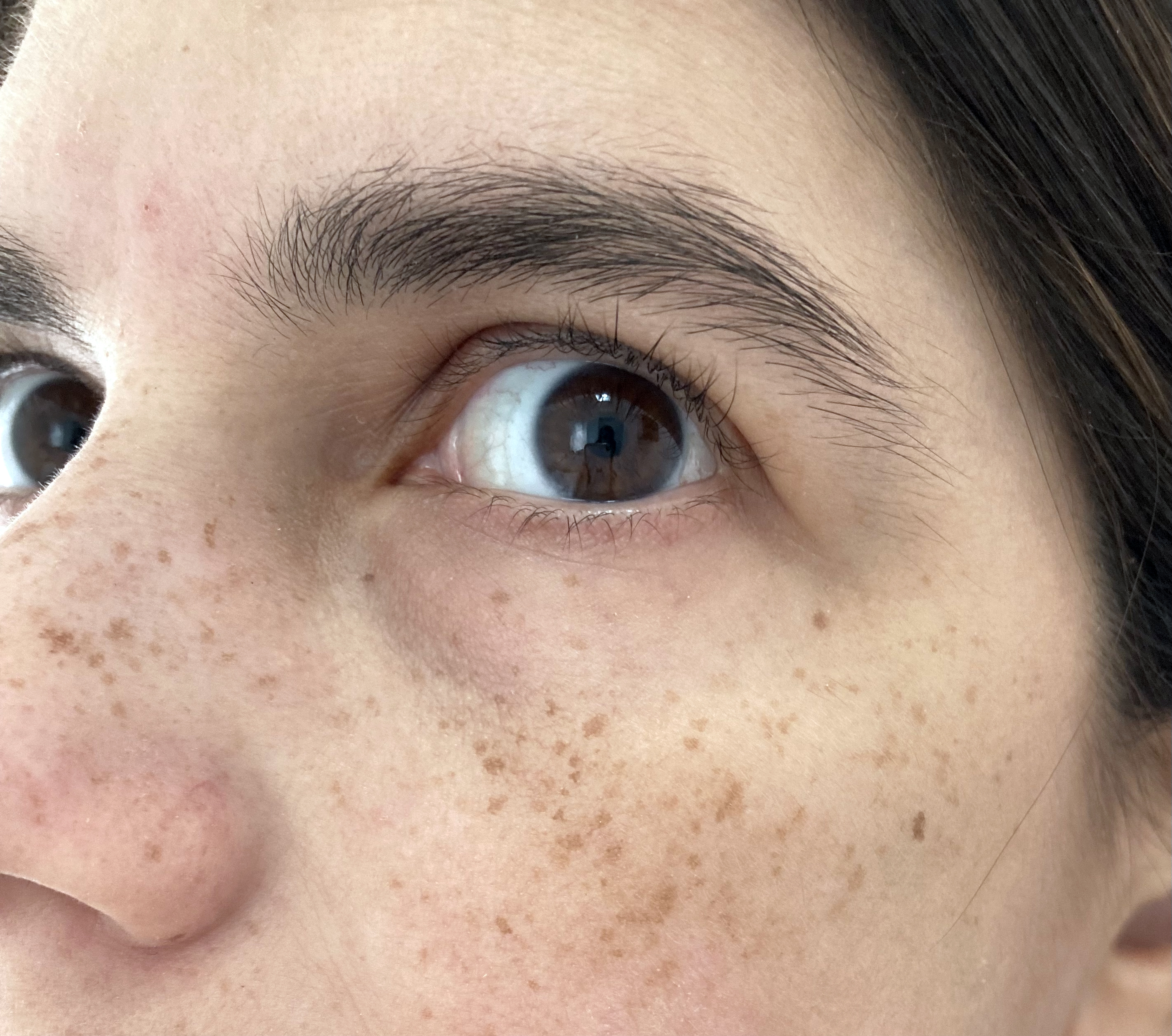
Taches de rousseur sur visage après l'été.

## Génétique et biochimie
L’importance de l’hérédité dans l’apparition des taches de rousseur a été démontrée. On a par exemple constaté que leur nombre peut être nettement différent chez les faux jumeaux, mais toujours du même ordre chez les vrais jumeaux. Comme leur lien privilégié avec la rousseur le laissait penser, la présence d'éphélides (et dans une moindre mesure de taches de soleil) est plus fréquente chez les porteurs de variantes du gène MC1R liées à la rousseur. Ainsi, une recherche néerlandaise a mis en évidence 27 variantes du gène liées à la présence de taches de rousseur. Avec deux variantes, les éphélides sont plus nombreuses.
Le type de mélanine produit dans les taches de rousseur n’a pas encore fait l’objet d’une recherche détaillée et ne peut qu'être deviné à partir de la couleur des cheveux. Si les éphélides des authentiques personnes rousses produisent sans doute uniquement de la phaéomélanine, on peut supposer que chez les autres il s’agit d’un mélange eumélanine-phaéomélanine, voire d'eumélanine seule.

## Taches de rousseur et esthétique
L’appréciation des taches de rousseur varie selon les personnes. Si certains leur trouvent un charme, d’autres souhaitent les atténuer. Comme pour les lentigines solaires, on propose des traitements à base d’hydroquinone ou d’acide kojique (crèmes) parfois combinées avec le trétinoïde, ou la destruction par cryothérapie, peeling chimique ou laser.

## Aspect social et culturel
En breton, les taches de rousseur sont les « pikoù panez » (taches de panais, le légume).
En créole réunionnais, les taches de rousseur sont les « Kaka moustique » (crottes de moustique).
À Marseille, les tâches de rousseurs sont appelées pites de rousseur.